# Ammoides pusilla
Ammoides pusilla é uma espécie de planta com flor pertencente à família Apiaceae. 
A autoridade científica da espécie é (Brot.) Breistr., tendo sido publicada em Bulletin de la Société Scientifique du Dauphine VI, 1: 628. 1947.

## Portugal
Trata-se de uma espécie presente no território português, nomeadamente em Portugal Continental.
Em termos de naturalidade é nativa da região atrás indicada.

## Protecção
Não se encontra protegida por legislação portuguesa ou da Comunidade Europeia.